# 铁利靺鞨
铁利靺鞨，即铁利部，是唐朝时期黑水靺鞨十六部之一。
唐朝时铁利靺鞨位于渤海国与黑水部之间，居住在今黑龙江省呼兰河流域，依兰县以西南马大屯、双鸭山一带。一说在伯力附近，一说在犹太自治州境，一说距库页岛不远，也有比定在今黑龙江省挠力河以东、比金河与大烏蘇爾卡河两河流域及其以东至海地，旧有依《辽史》指在清朝承德县（今辽宁省沈阳市）附近。
铁利部与唐朝联系十分密切，唐玄宗开元年间，曾多次遣使朝贡。开元四年（716年）唐朝授该部首领为中郎将，开元六年（718年）授其大首领为守中郎将，后复授中郎将，开元十二年（724年）升授将军。其下首领亦被授为折冲、果毅等官。开元十四年（726年）属黑水都督府。渤海文王大钦茂时，即被渤海征服，以其地置铁利府。铁利府为渤海十五府之一，领广、汾、蒲、海、义、归六州，治广州。辽朝称该部为“铁骊”，稍南迁，位于女真之西。后为女真融合。金朝时统称为“女真”。